# Rúben Vezo
Rúben Miguel Nunes Vezo (ur. 25 kwietnia 1994 w Setúbal) – portugalski piłkarz występujący na pozycji obrońcy w hiszpańskim klubie Levante UD oraz w reprezentacji Portugalii do lat 21.

## Kariera klubowa

### Vitória Setúbal
Vezo dołączył do szkółki piłkarskiej Vitórii Setúbal w wieku 11 lat i przez kolejne lata występował w drużynach juniorskich i młodzieżowych. Przed sezonem 2013/14 został przesunięty do składu pierwszego zespołu i 18 sierpnia 2013 roku zadebiutował w portugalskiej ekstraklasie, wychodząc w podstawowym składzie na przegrane 1:3 spotkanie z FC Porto. Od momentu debiutu, Vezo kilkukrotnie jeszcze znajdował się w podstawowej jedenastce i za każdym razem notował pełny, dziewięćdziesięciominutowy występ. Wyjątkami były tutaj wygrane 4:1 spotkanie z Vitórią SC oraz wygrany 1:0 mecz z Aroucą. W obu wypadkach został wyrzucony z boiska z powodu czerwonej kartki.

### Valencia
4 listopada 2013 roku Vezo podpisał czteroletni kontrakt z hiszpańską Valencią, która, według medialnych doniesień, zapłaciła za jego kartę zawodniczą około 1,5 miliona euro. Do transferu oficjalnie doszło na początku stycznia 2014 roku, wraz z otwarciem się zimowego okienka transferowego. W nowych barwach Vezo zadebiutował 8 lutego 2014 roku podczas wygranego 5:0 spotkania z Realem Betis. 23 lutego 2014 roku wyszedł w podstawowym składzie Valencii na mecz z Granadą, zastępując w nim swojego zawieszonego rodaka Ricardo Costę. Podczas samego spotkania wystąpił w pełnym wymiarze czasu, a także zdobył swoją pierwszą bramkę dla klubu, wykorzystując w doliczonym czasie gry dośrodkowanie Daniela Parejo z rzutu wolnego i ustalając wynik meczu na 2:1. Tym samym Vezo stał się najmłodszym w historii obcokrajowcem, który strzelił gola dla Valencii.

## Statystyki kariery
(aktualne na dzień 19 maja 2019)
| Klub               | Sezon              | Liga               | Liga  | Liga   | Puchar kraju | Puchar kraju | Puchar ligi | Puchar ligi | Europa | Europa | Suma  | Suma   |
| Klub               | Sezon              | Liga               | Mecze | Bramki | Mecze        | Bramki       | Mecze       | Bramki      | Mecze  | Bramki | Mecze | Bramki |
| ------------------ | ------------------ | ------------------ | ----- | ------ | ------------ | ------------ | ----------- | ----------- | ------ | ------ | ----- | ------ |
| Vitória Setúbal    | 2013/14            | Primeira Liga      | 12    | 0      | 1            | 0            | 2           | 1           | –      | –      | 15    | 1      |
| Valencia CF        | 2013/14            | Primera División   | 8     | 1      | 0            | 0            | –           | –           | 0      | 0      | 8     | 1      |
| Valencia CF        | 2014/15            | Primera División   | 7     | 0      | 3            | 0            | –           | –           | –      | –      | 10    | 0      |
| Valencia CF        | 2015/16            | Primera División   | 15    | 0      | 6            | 0            | –           | –           | 4      | 1      | 25    | 1      |
| Granada CF         | 2016/17            | Primera División   | 18    | 0      | 1            | 0            | –           | –           | 0      | 0      | 19    | 0      |
| Valencia CF        | 2017/18            | Primera División   | 21    | 0      | 7            | 1            | –           | –           | 0      | 0      | 28    | 1      |
| Valencia CF        | 2018/19            | Primera División   | 4     | 0      | 5            | 0            | –           | –           | 2      | 0      | 11    | 0      |
| Levante UD         | 2018/19            | Primera División   | 15    | 2      | 0            | 0            | –           | –           | 0      | 0      | 15    | 2      |
| Ogólnie w karierze | Ogólnie w karierze | Ogólnie w karierze | 99    | 3      | 23           | 1            | 2           | 1           | 6      | 1      | 130   | 6      |